# Beatrice Câșlaru
Beatrice Câșlaru (Rumania, 20 de agosto de 1975) es una nadadora rumana retirada especializada en pruebas de cuatro estilos, donde consiguió ser subcampeona olímpica en 2000 en los 200 metros.

## Carrera deportiva
En los Juegos Olímpicos de Sídney 2000 ganó la medalla de plata en los 200 metros estilos, con un tiempo de 2:12.57 segundos, tras la ucraniana Yana Klochkova y por delante de la estadounidense Cristina Teuscher: asimismo ganó el bronce en los 400 metros estilos, con un tiempo de 4:37.18 segundos que fue récord nacional rumano, de nuevo tras la ucraniana Yana Klochkova y la japonesa Yasuko Tajima.